# Fermentation malolactique
Pour les articles homonymes, voir FML.

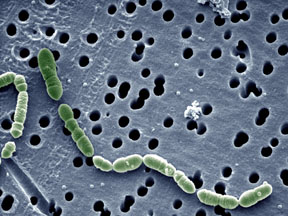
Oenococcus oeni, espèce bactérienne responsable de la fermentation malolactique sur les vins

En vinification, la fermentation malolactique, aussi abrégée FML ou malo, est la transformation de l'acide malique en acide lactique par l'intermédiaire de bactéries anaérobies appelées bactéries lactiques comme l’espèce Oenococcus oeni. Se traduisant par une diminution de l'acidité, elle permet une stabilisation et un assouplissement du vin, particulièrement recherchés pour la vinification en rouge.
Elle peut se réaliser précocement, c'est-à-dire simultanément à la fermentation alcoolique, ou tardivement dans les mois qui suivent pendant l’élevage du vin. Elle peut donc se faire en cuve, comme en foudre ou en fût.

## Histoire
La fermentation malolactique est longtemps passée inaperçue. Elle a été observée pour la première fois au XIXe siècle en Suisse et en Allemagne : le microscope révélait une augmentation de l'activité bactérienne, suivie d'une augmentation de l'acidité volatile. La baisse d'acidité, quant à elle, était imputée à la précipitation du tartre. La fermentation malolactique semblait donc dégrader le vin, et on essayait à tout prix de l'éviter. Pasteur disait : « les levures font le vin et les bactéries le détruisent ».
En 1837 August Wilhelm von Babo (de) décrit un phénomène de seconde fermentation ; en 1891 Herman Müller avance que ce phénomène est dû à l'activité d'une bactérie. Cela est confirmé par Koch puis par Seiffert en 1898 et en 1901. En 1913 Herman Müller et Osterwalder en donnent une explication chimique et en identifient la bactérie : Bacterium gracile .
En 1946, Émile Peynaud soutient une thèse établissant le rôle de la fermentation malolactique pour les vins rouges (« Contribution à l'étude biochimique de la maturation du raisin et de la composition des vins »). Pour cette thèse conduite sous la direction du Professeur Louis Genevois, Émile Peynaud avait bénéficié du soutien de Jean Ribéreau-Gayon.
C'est la chromatographie sur papier, mise au point par Pascal Ribéreau-Gayon, qui permit de mesurer son état d'avancement et la fit entrer dans les chais. Elle est maîtrisée depuis les années 1963-1972.
D'une manière générale, les vignobles où les vins ont une forte acidité (vignobles septentrionaux en France), on fait faire au vin sa fermentation malolactique, à l’inverse les vins ayant une faible acidité (vignobles méridionaux en France), on empêche le vin de faire sa fermentation malolactique ; ce dans le but de conserver un équilibre organoleptique. Cela peut s'opposer à l’intérêt d'améliorer la stabilité du vin.
Le plus grand nombre des domaines champenois ont adopté la fermentation malolactique pour garantir la qualité de leur vin, à tel point que dans les années 2000, 95 % des champagnes ont subi une fermentation malolactique (partielle ou complète). Toutefois, l'utilisation de cette fermentation n'est pas générale, certaines maisons la refusant (Lanson, Gosset...). Par ailleurs, depuis que la hausse des températures climatiques devient sensible en viticulture, les raisins récoltés ont des acidités plus faibles, ce qui réduit l'intérêt de la fermentation malolactique, surtout pour les années les plus chaudes (1976, 1989, 2003, 2009, entre autres). Certains domaines optent pour une fermentation malolactique partielle (Maison Louis Roederer), d'autres abandonnent la méthode pour certaines cuvées.

## Mécanisme biologique
La fermentation malolactique intervient généralement après la fermentation alcoolique, une fois que tous les sucres ont été consommés, mais peut également se dérouler simultanément.
L'équation chimique de la fermentation malolactique correspondante est la suivante (transformation de l'acide malique en acide lactique par les bactéries lactiques) :
On peut l'éviter en éliminant les bactéries lactiques par chauffage, sulfitage, filtration, addition de lysozymes, d'acide fumarique ou de nisine.

## Effets sur le vin

### Physiques
Elle provoque un dégagement de gaz carbonique, ce qui lui valut le terme incorrect de « fermentation ».

### Chimiques
La consommation de 1 g/L d'acide malique fait chuter l'acidité totale de 0,4 g/L d'H2SO4.
| Acide            | Avant (g/L d'H2SO4) | Après (g/L d'H2SO4) |
| ---------------- | ------------------- | ------------------- |
| Acide malique    | 3,2                 | 0,5                 |
| Acide lactique   | 0,12                | 1,8                 |
| Acidité totale   | 4,9                 | 3,8                 |
| Acidité volatile | 0,21                | 0,28                |
| Acidité fixe     | 4,7                 | 3,6                 |

C'est la fermentation de l'acide citrique et des pentoses qui fait augmenter l'acidité volatile. L'augmentation de cette dernière se fait surtout en fin de fermentation malolactique, et est facilitée par un pH élevé.

### Biologiques
Une fois la fermentation malolactique terminée, les bactéries peuvent consommer les acides tartrique, citrique, pyruvique, le glycérol, les pentoses, etc. et faire apparaître des défauts.
Cependant, éliminer l'acide malique du vin évite à d'autres bactéries de le fermenter une fois en bouteille ce qui provoquerait également des défauts organoleptiques.

### Organoleptiques
Elle permet de garder une qualité constante d'une année à l'autre : les bactéries diminuent l'acidité les années où les raisins ont eu du mal à arriver à maturité.
Cette fermentation amène généralement des arômes lactés/beurrés. En effet, parmi les produits secondaires formés par la fermentation malolactique, il y a le diacétyle qui à faible dose enrichit la palette aromatique du vin avec une odeur de beurre plutôt agréable. Au-delà de 4 mg/l l'odeur devient dominante et désagréable, rappelant le beurre rance.
Il est difficile de détecter qu'un vin a subi une fermentation malolactique avec le goût, mais davantage avec l'odorat. Les arômes grillés, de torréfaction, de miel sont accentués. À l'inverse, les champagnes n'ayant pas fait leur fermentation malolactique ont une plus grande fraîcheur aromatique, avec des notes de fruits (poire, pomme, agrumes).
En règle générale, la fermentation malolactique a tendance à accélérer l'évolution d'un vin, tandis que ceux qui l'évitent offrent un plus grand potentiel de garde.

## Ensemencement

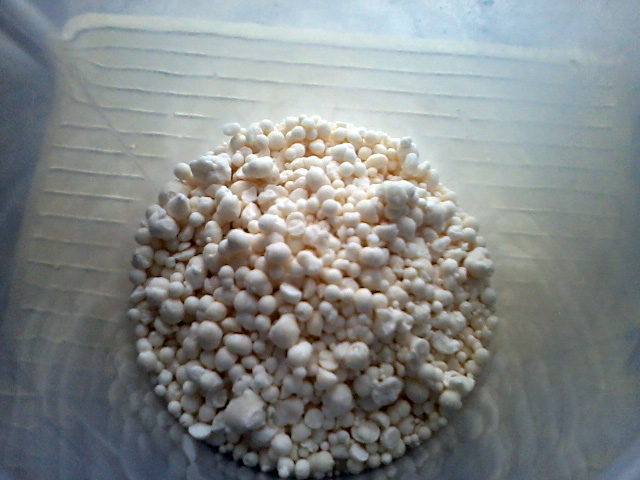
Bactéries lactiques industrielles de souche sélectionnée conservées sous forme de granulats par sur-congélation.

La fermentation malolactique peut être provoquée par un ensemencement bactérien de souche sélectionnée, lors de conditions du milieu difficiles (pH bas, température faible, nutriments faibles, SO2 élevé, etc.), ou lorsque la population de bactéries est faible (naturellement ou à cause d'une thermovinification par exemple).
Il peut être souhaitable de réaliser un ensemencement simultané à la fermentation alcoolique pour les vins primeurs comme le Beaujolais, le processus traditionnel où ces deux fermentations occurrent l'une après l'autre pouvant compromettre les délais de mise sur le marché. Dans ce cas on parle de co-inoculation.

## Impact des résidus de traitement phytosanitaires sur la fermentation malolactique
Observé dans certaines situations sur le terrain, cet impact demande à être évalué par des expériences de laboratoire.

## Suivi de la fermentation

### Chromatographique
Une chromatographie sur papier permet d'évaluer l'avancement de la fermentation malolactique d'un vin. Cette méthode à l'avantage d'être rapide, facilement réalisable, économique, mais est peu précise (lecture à 10 % d'erreur).

#### Protocole
Les dépôts de vin (environ 1 µL) sont réalisés en plusieurs fois avec séchage entre chaque goutte déposée, sur le papier chromatographique (Whatman 1). Ils sont disposés sur une ligne horizontale correspondant à la hauteur de solution révélatrice dans la cuve chromatographique (1 à 3 cm), et espacés de quelques centimètres pour éviter les contaminations des autres échantillons.
Solution :
- 70 % de solution de butanol-1 additionnée d'1g/L de bleu de bromophénol
- 30 % de solution d'acide acétique diluée au préalable au 1/2

Lorsque la solution a migré jusqu'au sommet du papier, et emmené avec elle par élution les dépôts de vin, la feuille est retirée puis mise à sécher.

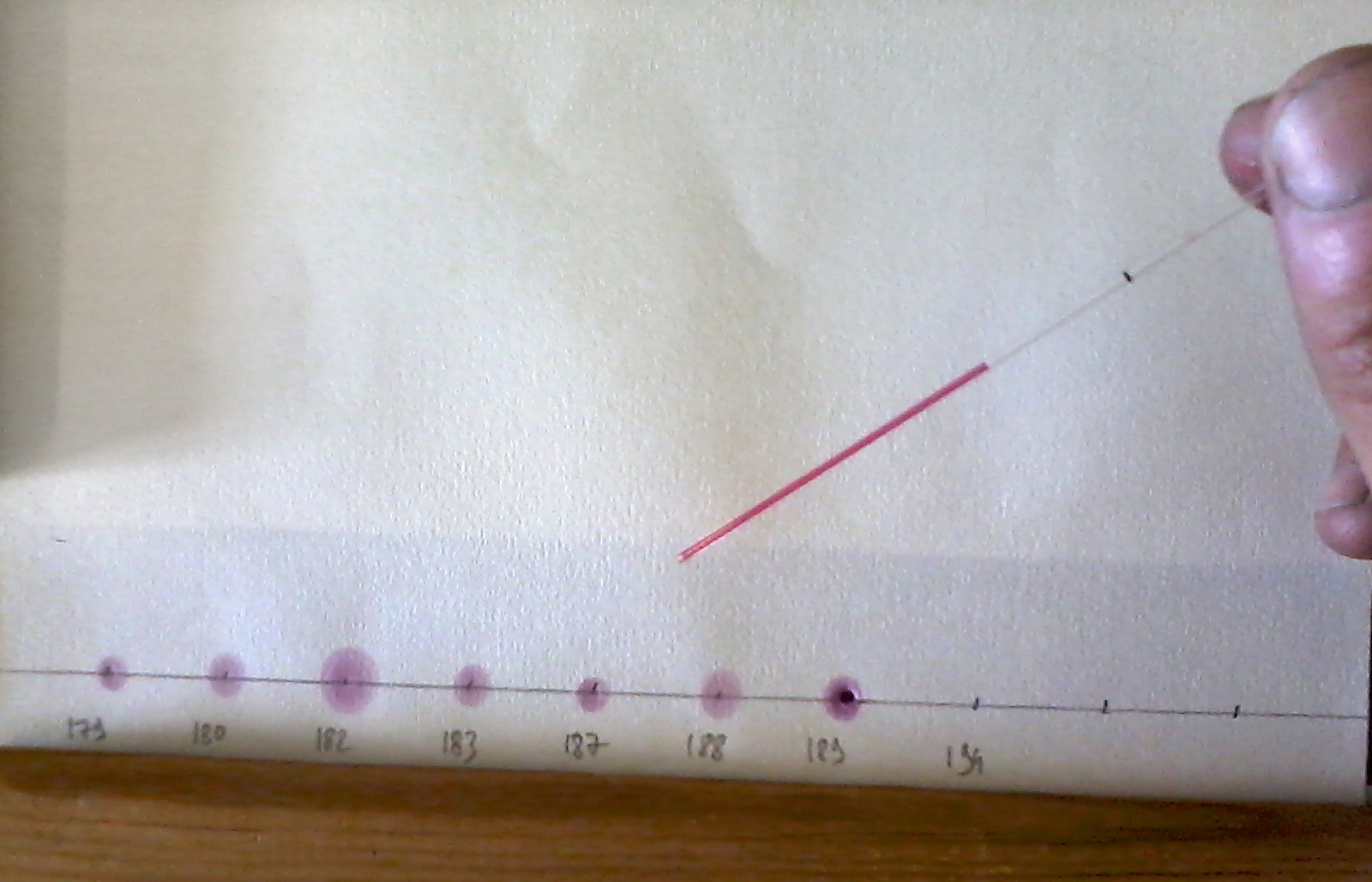
Dépôt de vin sur papier chromatographique à l'aide d'une pipette capillaire.
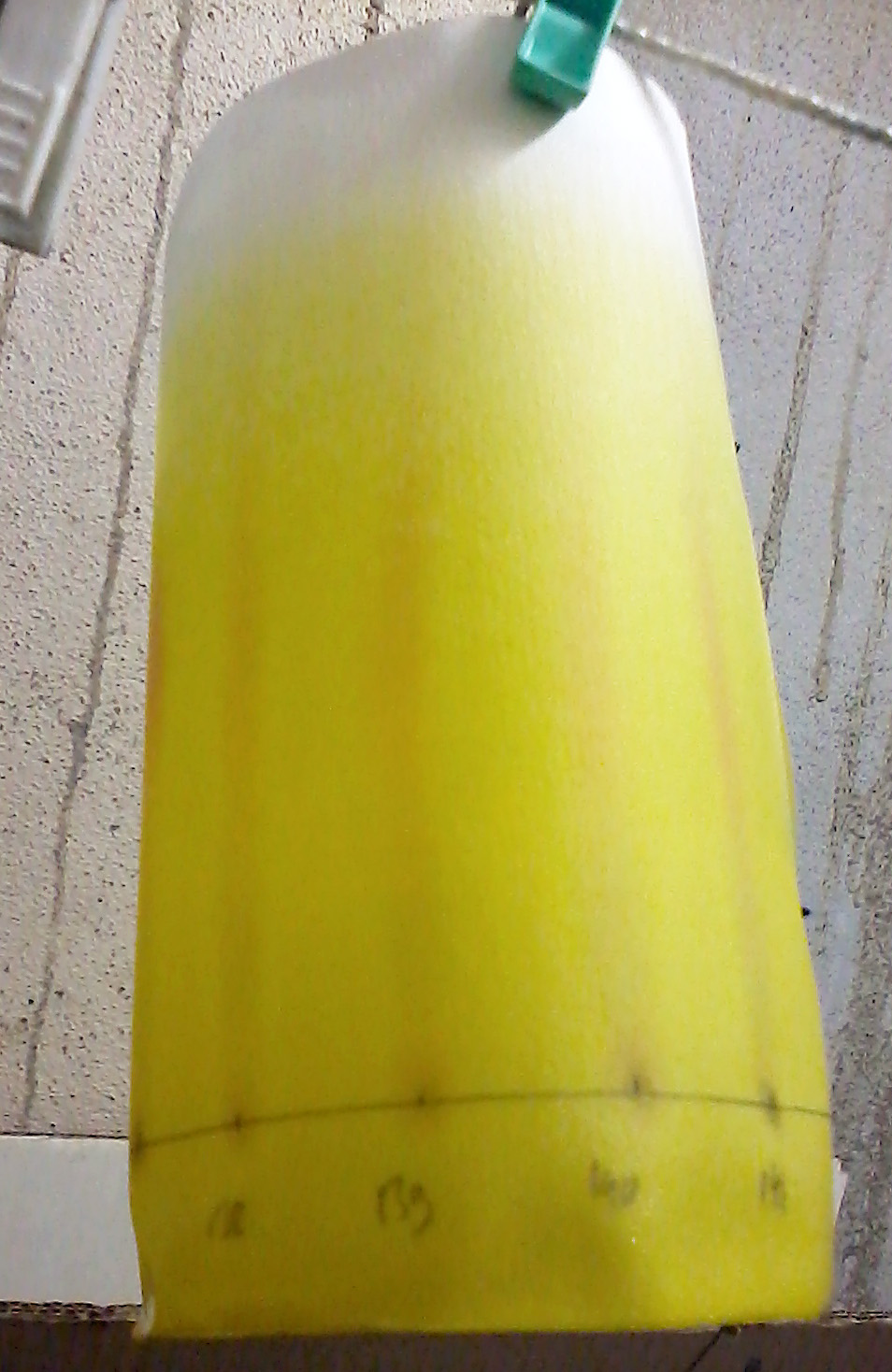
Papier chromatographique plongé dans la solution après migration
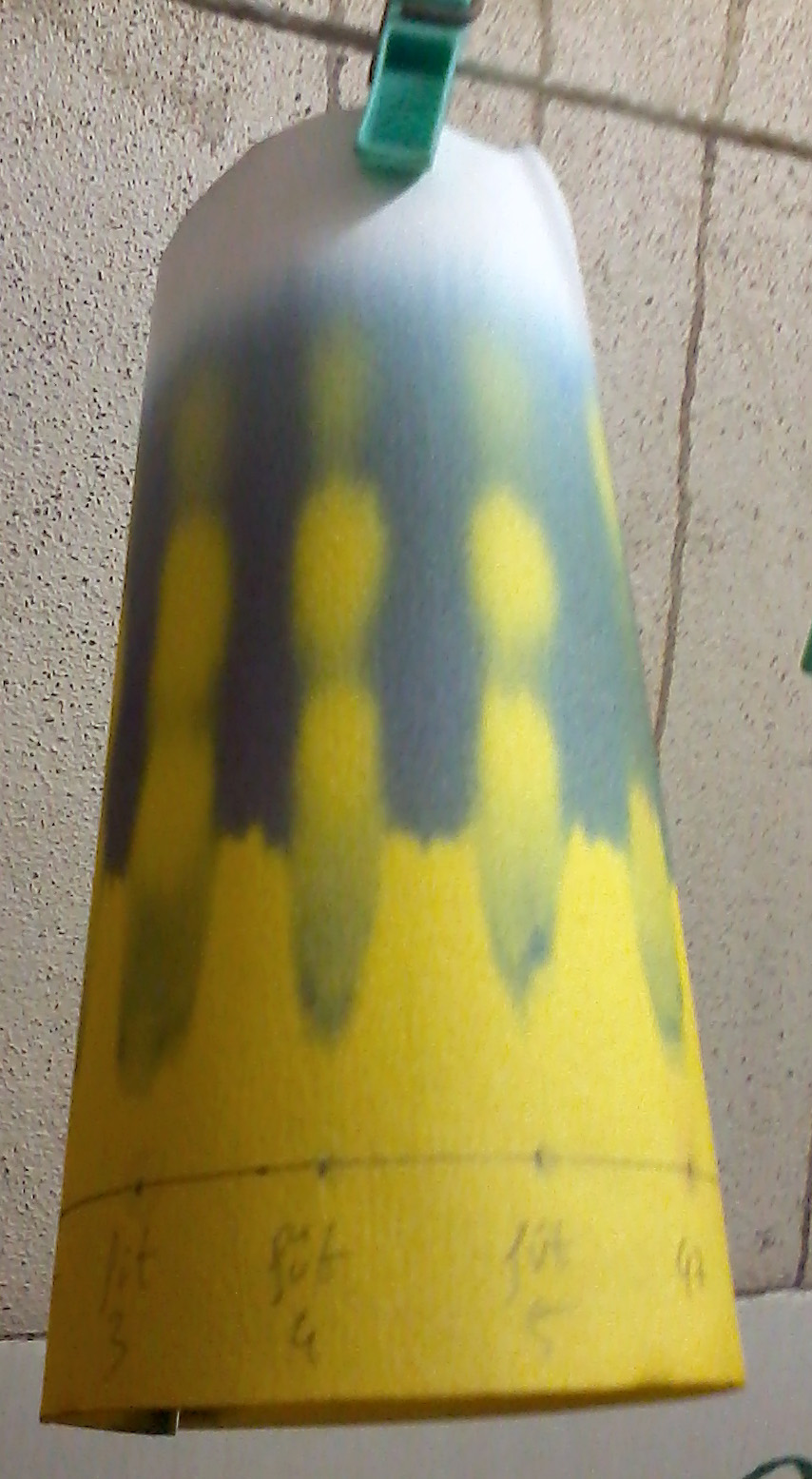
Séchage et révélation de la chromatographie avec taches des acides tartrique, malique et lactique

#### Lecture

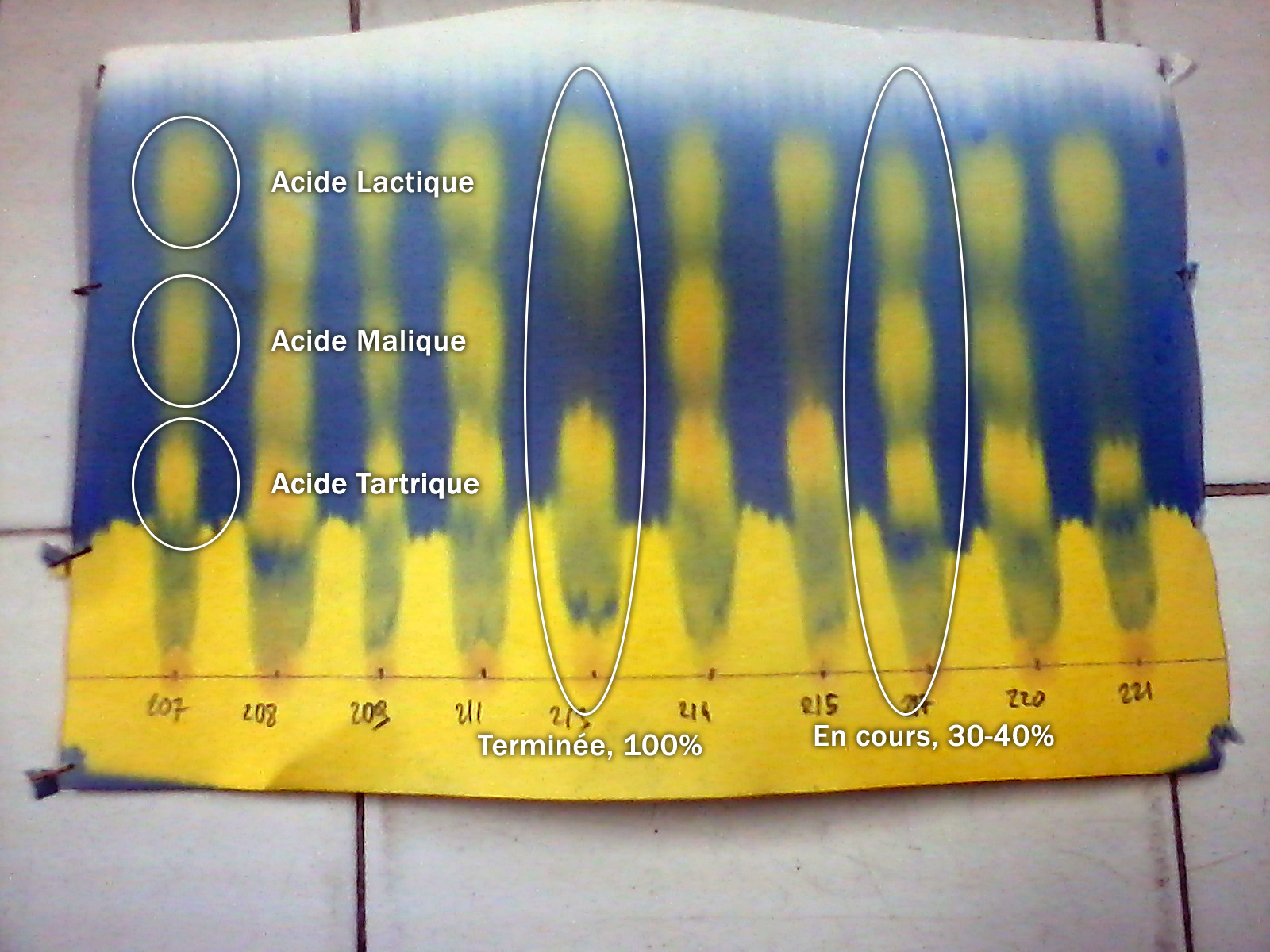
Lecture de l'avancement de la fermentation malolactique sur une chromatographie sur papier

Les taches jaunes révèlent la migration des acides :
- La tache inférieure est toujours présente et est due à l'acide tartrique, elle peut être confondue avec l'acide citrique légèrement au-dessus
- La tache de l'acide malique migre au milieu de la chromatographie (son absence indique une fermentation malolactique terminée)
- La tache de l'acide lactique vient au plus haut de la feuille (son absence indique une fermentation malolactique non débutée)

L'intensité des tâches est proportionnelle à la quantité d'acide présent dans le vin, ainsi pour une fermentation malolactique avancée à 40 %, la tache de l'acide malique sera plus importante (60 %) que celle de l'acide lactique (40 %).

### Analyse enzymatique
L'acide lactique et l'acide malique peuvent être dosés par réaction enzymatiques. Cette méthode d'analyse à l'avantage d'être précise et de donner la teneur d'acide malique et lactique présents avec une meilleure précision.